# 円融寺 (西尾市)
円融寺（えんゆうじ）は、愛知県西尾市にある日蓮宗の寺院。山号は龍光山（りゅうこうざん）、本尊は十界大曼荼羅。

## 歴史
大永5年（1525年）、この地に巡錫した長宮院日詮によって開創された
。なお、1999年の「吉良町史」では日詮による「中興」であるとしている。かつて宮迫村には7つの寺院があったが、円融寺に日詮が入ったのち村民が挙って日蓮宗に改宗したことから、他の寺はいずれも廃寺になったという。境内にある観音堂は吉良義冬の男児出生の祈願所となったと伝えられており、寺院裏手の山にある公共墓地には赤穂事件の際に討死した清水一学の墓所がある。
江戸時代後期および明治時代の改築・修繕の記録から、本堂や番神堂・玄関・庫裏は築200年以上が経過。書院・山門・庫裡は1892年（明治25年）に再建されたもの。

## 文化財
- 吉良の五本松

山門前にある松の木でかつてはその名の通り5本あったが、マツクイムシによる食害で2本を残すのみ。枯死した木を伐採した際に確認された年輪から樹齢は430年以上とされ、寺の創建当時に植樹されたものと考えられている。根回り4.0〜4.5メートル、樹高約30メートル。旧吉良町時代の1964年（昭和39年）12月1日に町の文化財（天然記念物）に指定され、西尾市との合併に伴い市の文化財となっている。
- 円融寺の大梛

番神堂の南側にあるナギの木で、幹周2メートル、根回り2.5メートル、樹高は約15メートル。旧吉良町時代の1974年（昭和49年）2月22日に町の文化財（天然記念物）に指定され、西尾市との合併に伴い市の文化財となっている。